# Michael Johansson
Ulf Michael "Mick" Johansson, född den 21 december 1948 i Gävle, är en svensk sångare som skivdebuterade 1965 i gruppen The Playmates. År 1966 blev han medlem i The Hi-Balls och året efter kom han med i Tommy Körbergs grupp Maniacs, som bytte namn till Tom & Mick & Maniacs. De låg sex veckor i sträck på förstaplatsen på Tio i topp med låten Somebody's takin' Maria Away, ett rekord som de delar med Hep Stars.
År 1968 gjorde Johansson solodebut under namnet Michael med "Suddenly Tomorrow Is Today", som nådde en sjundeplats på Tio i topp. År 1969 bildade han med flera andra musiker gruppen Salt och Peppar, som mellan 1969 och 1972 hann med att turnera i England, USA och Mexiko.
Michael Johansson har efter 1960-talets popkarriär arbetat som musiklärare vid Sofiedalskolan i Valbo men uppträder då och då i olika 1960-talssammanhang.